# Euxoa agenjoi
Euxoa agenjoi là một loài bướm đêm trong họ Noctuidae.